# قائمة الأشخاص المصابين بمتلازمة داون

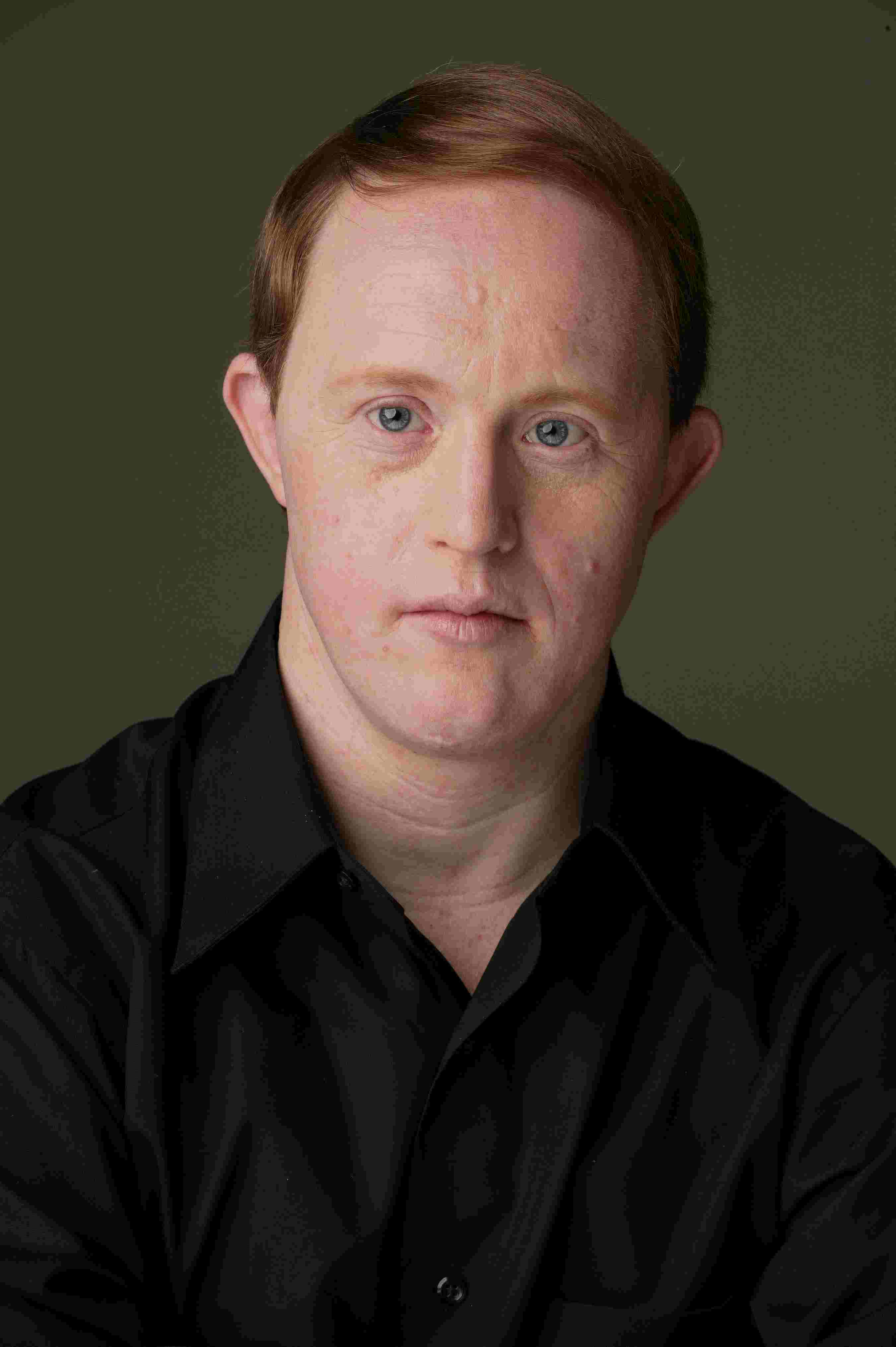
الممثل والمغني الأمريكي كريس بيرك

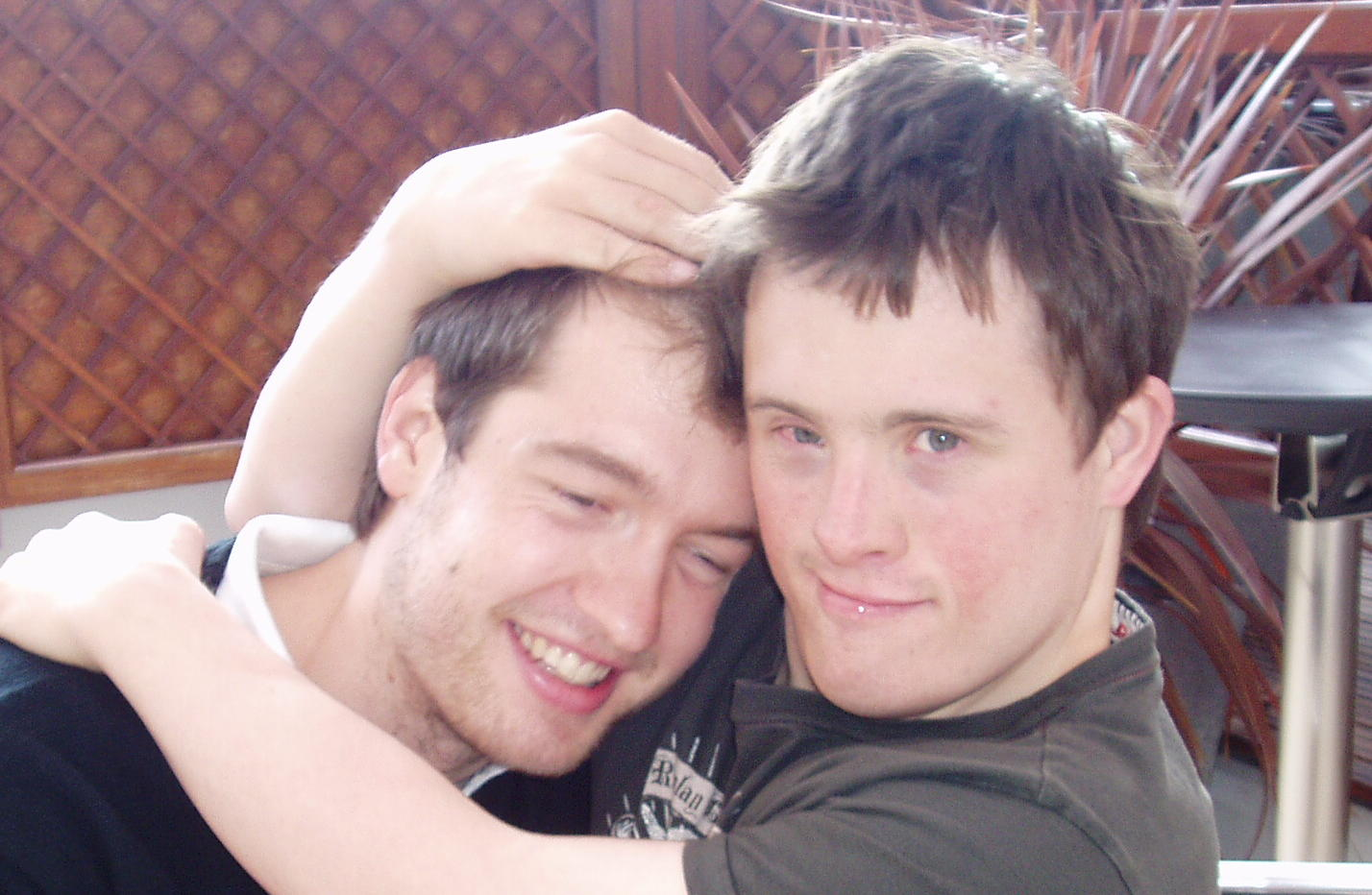
الممثل البريطاني تومي جيسوب (يمينًا) مع شقيقه ويليام

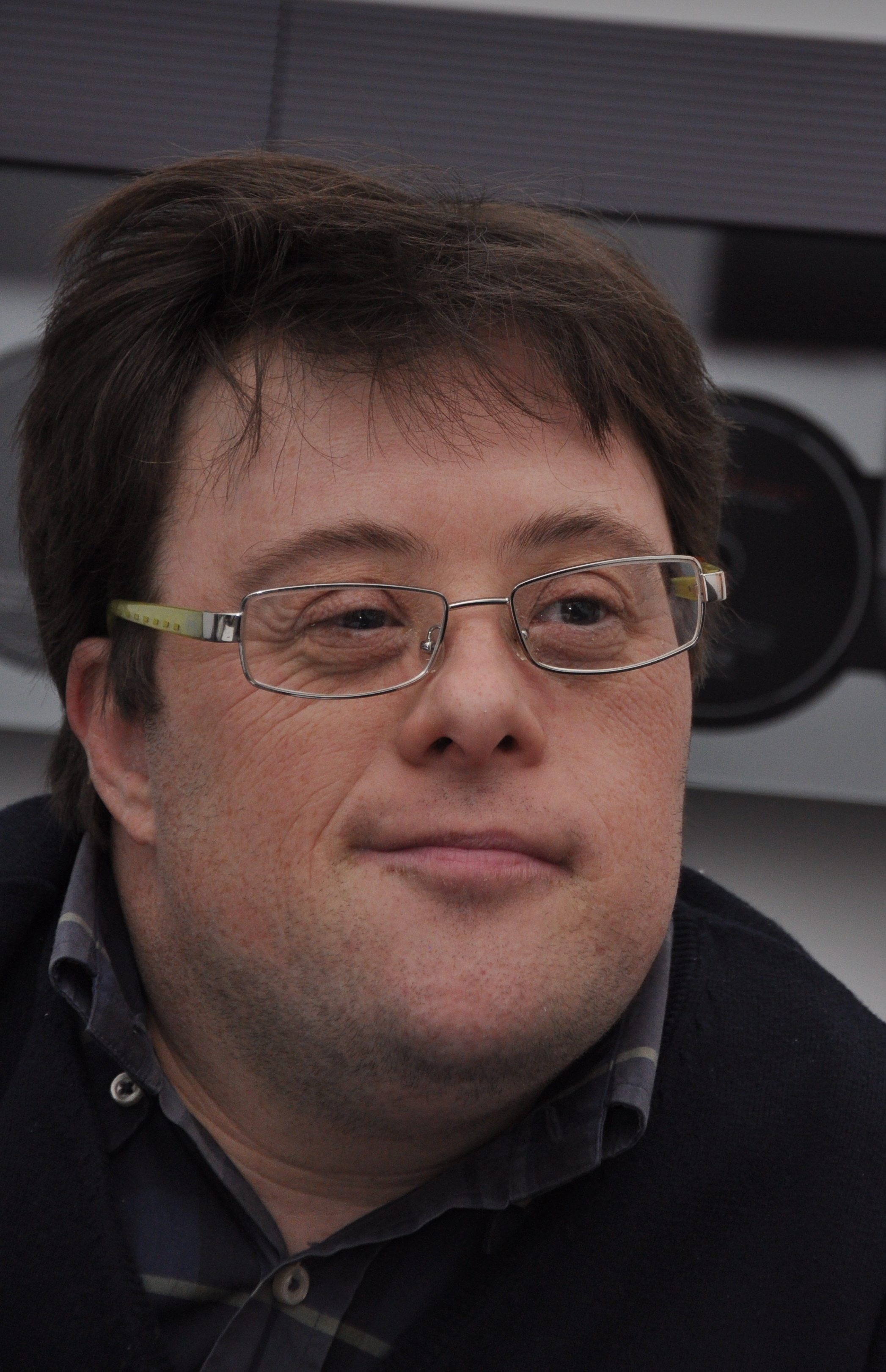
الممثل الإسباني بابلو بينيدا، أول أوروبي مصاب بمتلازمة داون يحصل على شهادة جامعية

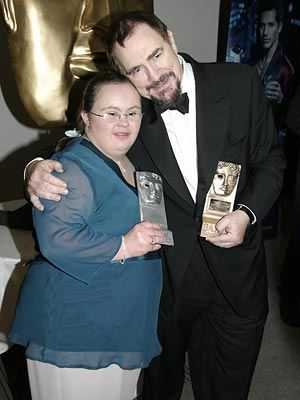
الممثلة البريطانية باولا ساج تتلقى جائزتها من بافتا مع براين كوكس

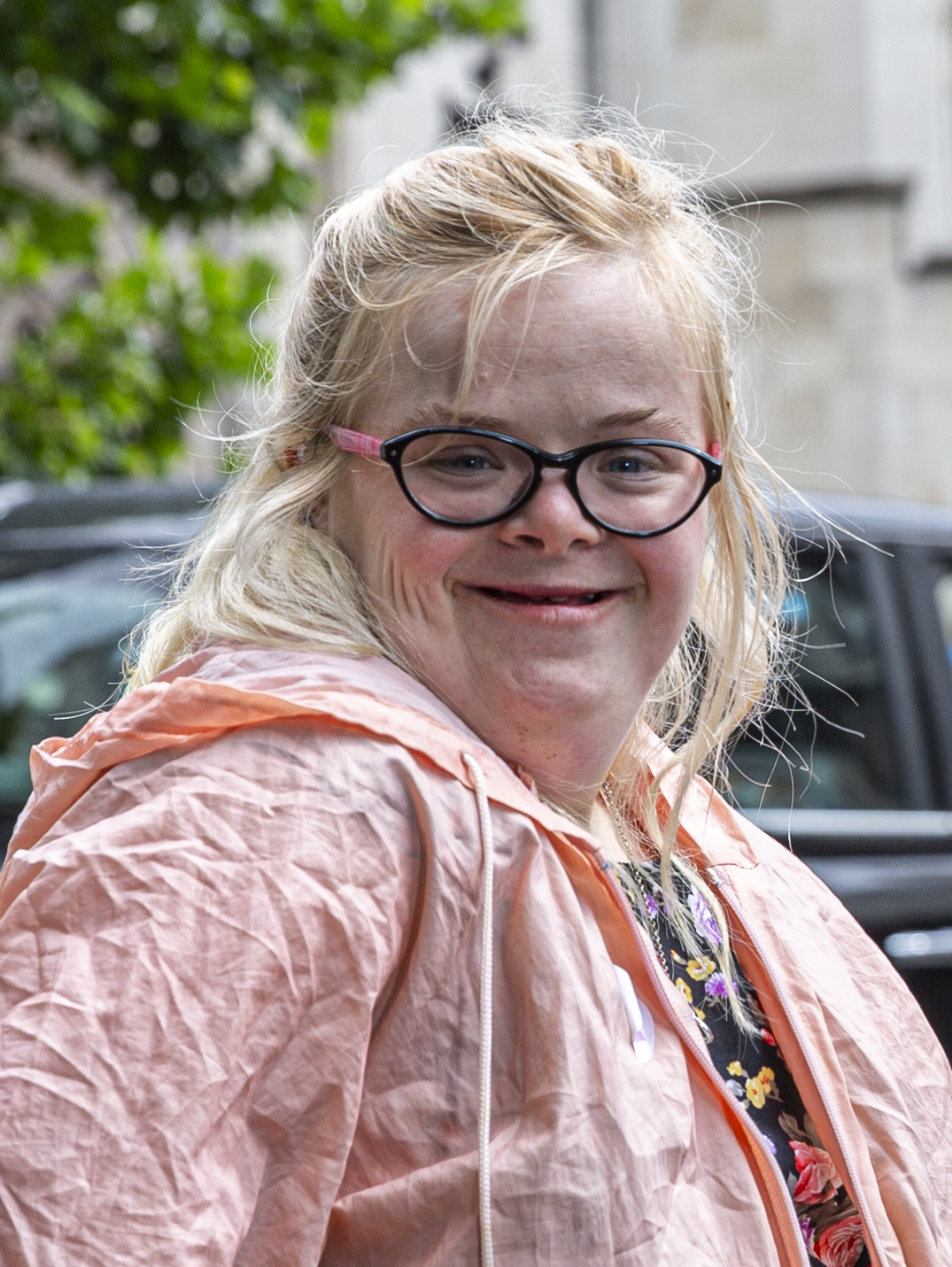
الناشطة الإنجليزية في حقوق ذوي الإعاقة هايدي كراوتر

هذه هي قائمة الأشخاص المصابين بمتلازمة داون، وهي حالة تُعرف أيضًا باسم متلازمة داون أو التثلث الصبغي 21. متلازمة داون هي اضطراب جيني ناتج عن وجود نسخة ثالثة كاملة أو جزئية من صبغي 21. ترتبط عادة بتأخر تطور الطفل، وملامح جسمانية مميزة، وإعاقة ذهنية خفيفة إلى متوسطة. يبلغ متوسط نسبة الذكاء للبالغين الصغار المصابين بمتلازمة داون حوالي 50، ما يعادل العمر العقلي لطفل في الثامنة أو التاسعة من العمر، ولكن هذا الرقم يختلف بشكل كبير. في نفس الوقت، يتمتعون بوعي اجتماعي وعاطفي غني. تُعد متلازمة داون الأكثر شيوعًا بين الاضطرابات الصبغية لدى البشر، حيث تحدث في حوالي واحدة من كل 1000 ولادة سنويًا.

## القائمة
| الأسماء           | التفاصيل                                                                                               | فترة الحياة   | الدولة           | المصدر               |
| ----------------- | --- | ------------- | ---------------- | -------------------- |
| أنجيلا باتشيير    | أول شاغل منصب في مجلس المدينة في إسبانيا مع متلازمة داون.                                              | و. 1983       | إسبانيا          | [ 5 ]                |
| إدوارد باربانيل   | ممثل ظهر في فيلم المزيف [الإنجليزية]                                                                   | و. 1977       | الولايات المتحدة | [ 6 ]                |
| سام بارنارد       | ممثل ونجمة تلفزيون الواقع ظهر في شكوك السيد ويتشر [الإنجليزية] وThe Undateables [الإنجليزية]           | و. 1985       | إنجلترا          | [ 7 ]                |
| جاي بيتي          | مشجع نادي سلتيك                                                                                        | و. 2003       | أيرلندا الشمالية | [ 8 ]                |
| جيمي بروير        | ممثلة ظهرت في الموسم الأول [الإنجليزية] والموسم الثالث [الإنجليزية] من قصة رعب أمريكية.                | و. 1985       | الولايات المتحدة | [ 9 ]                |
| كريس بورك         | ممثل ومغني شعبي، اشتهر بدوره في مسلسل الحياة تستمر [الإنجليزية] كشخصية تشارلز "كوركي" ثاتشر            | و. 1965       | الولايات المتحدة | [ 10 ]               |
| سوجيت ديساي       | عازف على عدة آلات موسيقية قدم عروضًا في أكثر من 13 دولة، وأول شخص مع متلازمة داون يعزف في قاعة كارنيجي. | و. حوالي 1983 | الولايات المتحدة | [ 11 ]               |
| كوليت دي فيتو     | رائدة أعمال أسست Collettey's Cookies                                                                   | و. 1990       | الولايات المتحدة | [ 12 ]               |
| باسكال دوكوين     | ممثل فاز بجائزة أفضل ممثل في مهرجان كان السينمائي 1996 عن دوره في فيلم اليوم الثامن                    | و. 1970       | بلجيكا           | [ 13 ] [ 14 ] [ 15 ] |
| هايدي كروتر       | مدافعة عن حقوق ذوي الإعاقة                                                                             |               | إنجلترا          | [ 16 ]               |
| أندريا في فريدمان | ممثلة ظهرت في الحياة تستمر [الإنجليزية] وحلقة فاميلي غاي "متوسط كبير جدًا [الإنجليزية]"                 | 1970-2023     | الولايات المتحدة | [ 17 ]               |
| كلود الفرنسية     | عقيلة ملك مملكة فرنسا                                                                                  | 1499-1524     | فرنسا            | [ 18 ] [ 19 ]        |
| صوفيا جينس        | عارضة أزياء مع The Blue Agency، وأول عارضة أزياء ذات متلازمة داون تظهر على غلاف مجلة                   | و. 1997       | الولايات المتحدة | [ 20 ]               |
| مادلين ستيوارت    | عارضة أزياء أسترالية ظهرت في عروض الأزياء العالمية الكبرى مثل أسبوع الموضة في نيويورك                  | و. 1996       | أستراليا         | [ 21 ]               |
| بابلو بينيدا      | أول أوروبي يحصل على شهادة جامعية وهو مصاب بمتلازمة داون                                                | و. 1974       | إسبانيا          | [ 22 ]               |
| كارينا تشوماس     | سباحة أسترالية شاركت في الألعاب البارالمبية الصيفية                                                    | و. 1994       | أستراليا         | [ 23 ]               |